# Fauguernon
Fauguernon település Franciaországban, Calvados megyében. Lakosainak száma 228 fő (2022. január 1.). Fauguernon Hermival-les-Vaux, Moyaux, Norolles, Rocques és Saint-Philbert-des-Champs községekkel határos.

## Népesség
A település népességének változása:
| Lakosok száma | 139  | 153  | 200  | 235  | 245  | 249  | 246  | 245  | 241  | 228  |
|               | 1968 | 1982 | 1990 | 2006 | 2013 | 2015 | 2017 | 2019 | 2020 | 2022 |